# Roman Zagórski
Roman Feliks Zagórski (ur. 20 listopada 1875 we Lwowie, zm. 27 lutego 1927 tamże) – polski lekarz psychiatra.

## Życiorys
Syn powstańca styczniowego, architekta Albina Zagórskiego (1846–1910). Jego bratem był Adam Zagórski (1883–1929), literat, kierownik artystyczny teatrów. 23 stycznia 1904 roku w Krakowie ożenił się z Józefiną Rogosz (1884–1968), małżeństwo trwało krótko. W 1912 roku ożenił się po raz kolejny z Aleksandrą Zagórską primo voto Bitschan (1864–1965). Był ojczymem Jerzego Bitschana (1904-1918).
Uczęszczał do III Gimnazjum im. Franciszka Józefa we Lwowie, maturę zdał 28 czerwca 1893. Następnie studiował medycynę na Uniwersytecie Jagiellońskim, tytuł doktora wszech nauk lekarskich otrzymał 22 czerwca 1901. W psychiatrii kształcił się w szpitalu powszechnym we Lwowie pod kierunkiem Edwarda Sawickiego. Od 1902 roku pracował w Zakładzie dla Chorych Umysłowych na Kulparkowie. W 1906 roku wyjeżdżał na uzupełniające studia do klinik w Paryżu i Monachium. Był kierownikiem zakładu dla psychicznie chorych w Kobierzynie (1919–1925) i dyrektorem zakładu w Kulparkowie (1902–1919 i 1925–1927). Zmarł w wieku 52 lat na grypowe zapalenie płuc. Został pochowany na przyszpitalnym cmentarzu.

## Prace
- O zakładzie dla umysłowo i nerwowo chorych w Kobierzynie. Polska Gazeta Lekarska, nr 17, 1925
- W sprawie ubezwłasnowolnienia z powodu choroby psychicznej. Polska Gazeta Lekarska, 1922
- Ubezwłasnowolnienie z powodu choroby psychicznej. Rocznik Psychjatryczny 1, ss. 62–64, 1923
- O konieczności reorganizacji szpitalnictwa psychjatrycznego. Rocznik Psychjatryczny 3, ss. 33–40, 1926